# 四条頼基

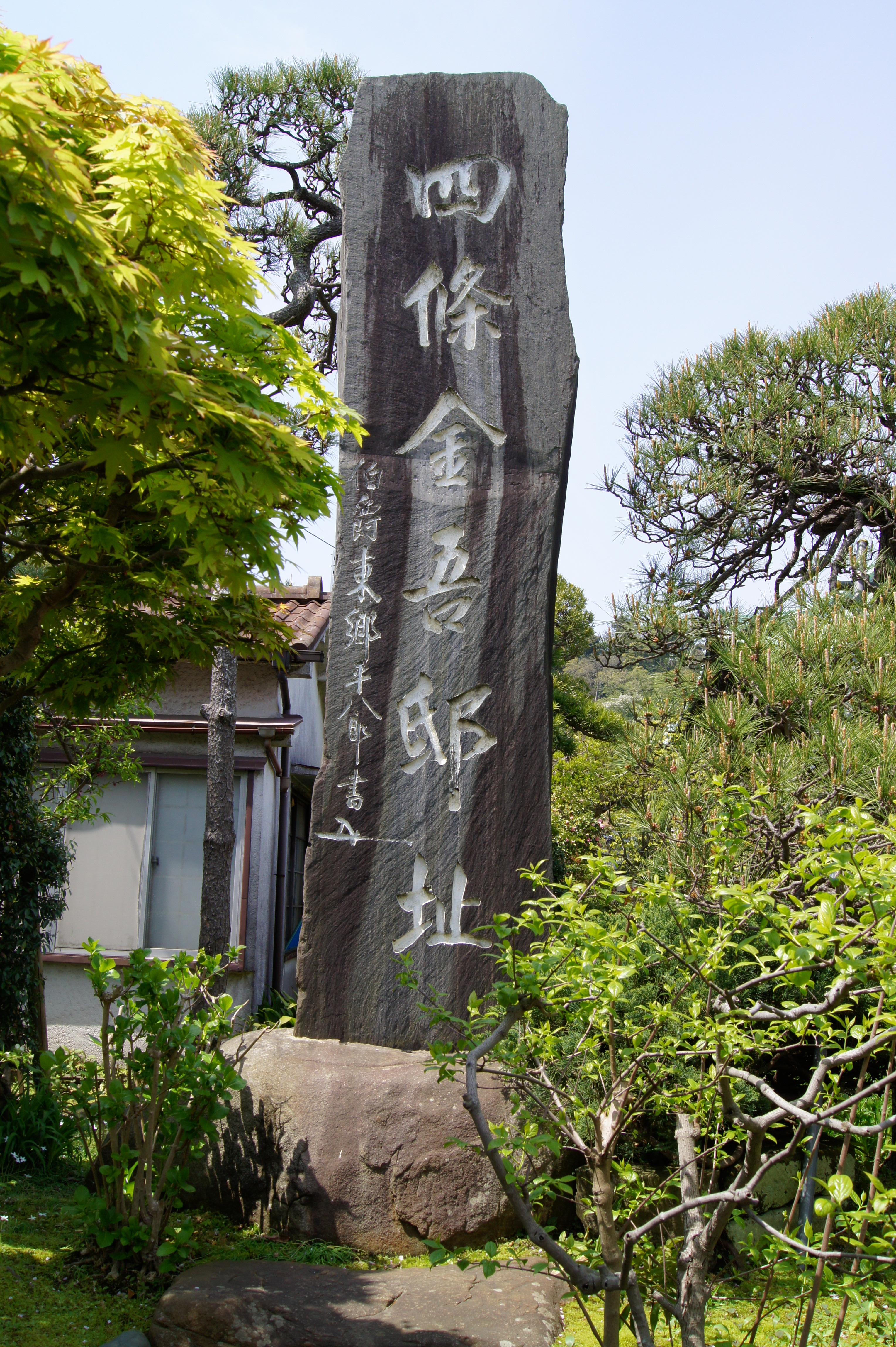
収玄寺にある東郷平八郎書「四条金吾邸址」碑

四条 頼基（しじょう よりもと、四条中務三郎左衛門尉頼基）は、鎌倉時代中期から後期にかけての武士。日蓮の有力檀越。官位が左衛門尉であったので左衛門尉の唐名である金吾と称され四条 金吾とも言われる。
承久3年（1221年）の承久の乱後、父・四条頼員の代から北条氏一族の名越朝時・光時父子に執事として仕え、名越氏が信濃国伊賀良荘の地頭となると代官として赴任した。
建長5年（1253年）から日蓮の説法に深く帰依し、文永8年（1271年）の龍ノ口法難では日蓮に殉死しようとした。日蓮の『開目抄』は佐渡島から鎌倉の頼基の許へ送られ、門下に広く示された。
晩年には甲斐国内船（現在の山梨県南巨摩郡南部町）の地を与えられ、同地に内船寺を、身延山内に端場坊を建立している。屋敷跡は収玄寺となっている。

## 四条頼基を演じた人物
- 勝新太郎　『日蓮と蒙古大襲来』（1958年、映画）
- 伊吹吾郎　『日蓮』（1979年、映画）
- 福田勝洋　『北条時宗』（2001年、NHK大河ドラマ）